# Jean-Michel Kajdan

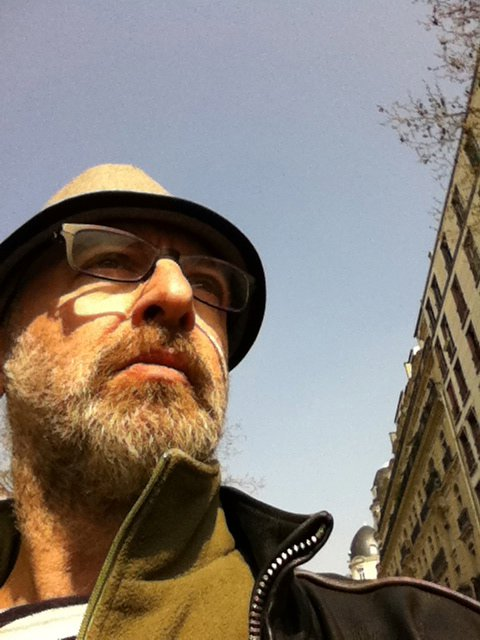
Jean-Michel Kajdan (2011)

Jean-Michel Kajdan (* 16. Juli 1954 in Paris) ist ein französischer Fusionmusiker (Gitarre, Gesang, Komposition).

## Wirken
Kajdan lernte als Autodidakt Gitarre und Bass. Zunächst beeinflusst vom britischen Bluesrock, dann von B. B. King und Wes Montgomery spielte er zunächst in lokalen Pariser Bands.
Kajdan veröffentlichte 1979 sein erstes Album First Step mit Manu Katché, aus dem die Single „Melissa“ ausgekoppelt wurde. Er begleitete dann Musiker wie Jacques Higelin, Michel Jonasz, Eddy Mitchell, Catherine Lara, Enzo Enzo und Maurane. Gemeinsam mit Éric Serra nahm er die Soundtracks für die Filme Subway, Kamikaze und The Big Blue auf. 
Vier Jahre lang gehörte er zur Band von Didier Lockwood, mit dem er weltweit auf Tournee war. Es kam zur Zusammenarbeit mit Tony Williams, Jan Hammer, Bob Malach, Gerry Brown, David Sancious, Alphonso Johnson, Babik Reinhardt, Steve Gadd, Max Middleton, Toots Thielemans, John McLaughlin, Gordon Beck, André Ceccarelli, Dee Dee Bridgewater, Fabienne Thibeault und Christian Escoudé.
1997 tourte Kajdan mit Lionel Richie und Omar Hakim sowie mit Eddy Mitchell und Eddy Louiss; auch trat er mit Larry Carlton beim Montreux Jazz Festival auf. Seit 1999 schrieb er die Musik zu Filmen wie Trait d'Union von Bruno Garcia oder dem Zeichentrickfilm Wild Instinct von Philippe Leclerc.
2003 trat Kajdan mit Gaïa in der Schweiz mit Jeremy Spencer, John Helliwell und Roger Hodgson sowie Justin Hayward auf. Für Skye war er als Produzent tätig. 2008 tourte er mit den Yardbirds. Ab 2011 war er in seinem Rough Trio mit Laurent David am Bass und Jean-Christophe Calvet am Schlagzeug aktiv. Mit diesem Trio nahm er die Alben In a New Light (2013) und OnOff (2015) auf.
2013 wurde Kajdan mit dem Ritterkreuz des Ordre des Arts et des Lettres ausgezeichnet.

## Diskographische Hinweise
- 2015: OnOff
- 2013: In a New Light
- 1998: J'veux trouver ma ligne
- 1992: Blue Noise
- 1990: Bluescales
- 1982: Mummy !
- 1979: First Step